# 岐阜市立芥見小学校加野分校
岐阜市立芥見小学校加野分校（ぎふしりつ あくたみしょうがっこう かのぶんこう）は、かつて岐阜県岐阜市に存在した公立小学校の分校。

## 概要
- 芥見小学校の分校であり、芥見地区の北部（加野・岩井）が校区であった。1～5年生が通学し、6年生は本校の芥見小学校に通学していた。廃校時の児童数は131名。
- 元々は旧・山県郡厳美村の厳美小学校の分校であったが、1956年に厳美村の南部（岩井・加野）が稲葉郡芥見村に編入されたことにより、芥見小学校に移った。
- 後に加野・岩井地区を校区として藍川小学校が開校しており、加野分校は藍川小学校の前身ともいえるが、藍川小学校は昭和40年代に加野地区に加野団地などの大規模な団地ができたことにより新設された小学校であり、所在地が異なる。

## 沿革
- 1873年（明治6年）8月 -　山県郡加野村に駿々舎が開校。校区は加野村・岩井村。
- 1875年（明治8年） - 駿々学校に改称する。
- 1882年（明治15年） - 岩井村に駿々学校の支校が開校。
- 1885年（明治18年） - 岩井村の支校を廃止。
- 1886年（明治19年） - 加野簡易科小学校に改称する。
- 1889年（明治22年）7月1日 - 岩井村、加野村、太郎丸村、福富村、石原村が合併し、厳美村が発足。
- 1890年（明治23年） - 加野尋常小学校に改称する。
- 1891年（明治24年）10月28日 - 濃尾地震により校舎が全壊。
- 1892年（明治25年） - 正法寺[注釈 2]の隣接地に校舎を新築し、移転。
- 1908年（明治41年）3月27日 - 厳美尋常高等小学校に統合され、厳美尋常高等小学校加野分校となる。
- 1925年（大正14年） - 新築移転。
- 1937年（昭和12年）8月10日 - 厳美村大字加野字山本1004[注釈 3]校舎を移築。校舎を増築する。
- 1941年（昭和16年）4月 - 厳美国民学校加野分校に改称する。
- 1945年（昭和20年）10月 - 疎開児童の増加による教室不足のため、6年生は本校の厳美国民学校への通学となる。
- 1947年（昭和22年）4月 - 厳美村立厳美小学校加野分校に改称する。
- 1956年（昭和31年）4月1日 -
  - 厳美村の北部（太郎丸・福富・石原）と山県村、春近村が合併し、三輪村が発足。厳美村の南部（岩井・加野）は稲葉郡芥見村に編入される。同時に厳美小学校加野分校は芥見村立芥見小学校に移管され、芥見小学校加野分校となる。
- 1958年（昭和33年）4月1日 - 芥見村が岐阜市に編入される。同時に岐阜市立芥見小学校加野分校に改称する。
- 1962年（昭和37年）4月1日 - 芥見小学校に統合され廃校。